# Nils Johan Semb
Nils Johan Semb (né le 24 février 1959 à Borge en Norvège) est un entraîneur de football norvégien.

## Biographie
Il fut le sélectionneur de l'équipe nationale norvégienne durant 68 matches entre 1998 et 2003. Il a notamment obtenu la qualification des Norvégiens pour la phase finale de l'Euro 2000. En revanche, il a échoué dans les éliminatoires de la Coupe du monde 2002. Il a été remplacé en 2003 par Åge Hareide.
Il est aujourd'hui commentateur sportif pour la chaîne de télévision norvégienne TV 2.

## Carrière

### Joueur
- 1976-1985 :  FK Ørn Horten

### Entraîneur
- 1988-1991 :  Eik Tønsberg
- 1990-1991 :  Équipe de Norvège espoirs
- 1992-1998 :  Équipe de Norvège olympique
- 1998-2003 :  Équipe de Norvège